# Thelephon
Thelephon is een geslacht van uitgestorven procolophonide parareptielen uit afzettingen van het Midden-Trias (Vroeg-Anisien) van de provincie Vrijstaat, Zuid-Afrika. Het is bekend van het holotype BP/1/3512, een gedeeltelijke schedel zonder snuit en het voorste derde deel van de onderkaak. Het werd verzameld door de Zuid-Afrikaanse paleontoloog James W. Kitching uit Hugoskop in de Winnaarsbaken en verwezen naar subzone B van de Cynognathus Assemblage Zone van de Burgersdorp-formatie, Beaufortgroep (Karoobekken). 
In 1977 benoemde Gow een Thelegnathus contritus. De soortaanduiding betekent 'de verkruimelde', niet omdat het fossiel zelf verkruimeld is maar als verwijzing naar de vermalende tanden. In 2003 beschouwden Sean P. Modesto en Ross J. Damiani het geslacht Thelegnathus als een nomen dubium. Ze benoemden daarom een nieuw geslacht Thelephon. De geslachtsnaam is een combinatie van het Grieks thèlè, 'tepel', en een verwijzing naar Procolophon. De combinatio nova is Thelerpeton oppressus.